# Фок
Вижте пояснителната страница за други значения на Фок.
- За древния цар на Фокида вижте Фок

Фок или фока (на нидерландски: fok) – дума, добавяна към всички названия на частите на въжетата, ветрилата и рангоута, крепящи се под марса на фокмачтата.
Фок при класическите ветроходи с прави ветрила се нарича най-долното право ветрило на предната мачта (фокмачта).
Ако на фокмачтата няма прави ветрила, фок се нарича долното косо (триъгълно) ветрило.
В холандската терминология основното предно триъгълно ветрило при повечето ветроходни съдове – стакселът – се нарича фок.
|  | Тази страница частично или изцяло представлява превод на страницата „Фок (морской термин)“ в Уикипедия на руски. Оригиналният текст, както и този превод, са защитени от Лиценза „Криейтив Комънс – Признание – Споделяне на споделеното“, а за съдържание, създадено преди юни 2009 година – от Лиценза за свободна документация на ГНУ. Прегледайте историята на редакциите на оригиналната страница, както и на преводната страница, за да видите списъка на съавторите. ВАЖНО: Този шаблон се отнася единствено до авторските права върху съдържанието на статията. Добавянето му не отменя изискването да се посочват конкретни източници на твърденията, които да бъдат благонадеждни. |